# Estany Blau de Colieto
L'Estany Blau de Colieto o Gelat de Colieto és un llac que es troba en el terme municipal de la Vall de Boí, a la comarca de l'Alta Ribagorça, i dins del Parc Nacional d'Aigüestortes i Estany de Sant Maurici.
El llac, d'origen glacial, està situat a 2.483 metres d'altitud, a la part alta de la Vall de Colieto. Té 3 hectàrees de superfície i 2,5 metres de fondària màxima.

## Rutes[3]
- Sortint des del Refugi Joan Ventosa i Calvell, passant pel Bassot de Colieto, l'Estany Gran de Colieto, i seguint el tàlveg de la vall fins a mig camí del collet, on s'agafa direcció sud-oest primer i sud finalment.